# 성주호 둘레길
20년 넘게 성주군의 젖줄이 되어준 아름다운 성주호 및 성주호 둘레길은 호수를 감싸안은 약 7km의 아름다운 드라이브 코스로도 유명하다. 성주댐 둘레와 인근 독용산성을 잇는 성주호 둘레길은 봄에는 벚꽃길로, 여름에는 푸르른 녹음으로, 가을에는 형형색색의 단풍, 겨울에는 눈 덮인 독용산성의 모습을 감상하며 즐길 수 있는 트레킹 명소로 알려져 있다.
성주호 둘레길은 가야산 선비산수길의 제1코스인 성주호 둘레길은 호수를 둘러보는 성주호길과 독용산성으로 이어지는 독용산성길로 이루어진 23.9km의 아름다운 여행코스이다.